# Боама, Эдвард Оман
Эдвард Оман Боама (англ. Edward Omane Boamah; 26 декабря 1974 — 6 августа 2025) — ганский политик и врач. Министр обороны Ганы с февраля 2025 по 6 августа 2025. Ранее был министром связи.

## Биография
Учился в школе в Кофоридуа. Окончил медицинскую школу Университета Ганы. Получил степень магистра в Лондонской школе экономики и политических наук.

## Карьера
С 2009 по 2012 год был заместителем министра окружающей среды, науки и технологий. В 2012 стал заместителем министра молодежи и спорта в правительстве Джона Миллса, исполнял свои обязанности по 2013 год.
Был министром связи в правительстве Джона Махама.
Стал министром обороны в феврале 2025.

### Смерть
Погиб 6 августа 2025 года в результате крушения военного вертолёта в Гане. Вертолёт вылетел из столицы Аккры и направлялся на северо-запад в район золотодобычи Обуаси.